# 哈拉马河畔丰特埃尔萨斯
哈拉马河畔丰特埃尔萨斯，是西班牙马德里自治区的一个市镇。总面积33.2平方公里，总人口6324人（2013年），人口密度190.5人/平方公里。